# Dicranomyia (Dicranomyia) latiflava
Dicranomyia (Dicranomyia) latiflava is een tweevleugelige uit de familie steltmuggen (Limoniidae). De soort komt voor in het Oriëntaals gebied.